# 대전광역시 부시장
대전광역시 부시장(大田廣域市 副市長)은 대전광역시장을 보좌하여 대전광역시청의 사무를 관장하는 고위공무원이다.
행정부시장, 정무부시장 등 총 2명을 두며, 행정부시장은 국가직 가급 상당의 고위공무원으로, 정무부시장은 지방관리관으로 보한다.
대전광역시장의 사고시 행정부시장, 정무부시장의 순으로 그 직무를 대행한다.

## 현임 부시장
- 행정부시장: 유득원
- 경제과학부시장: 이택구

## 역대 부시장

### 충청남도 대전부 부부윤
| 대수 | 이름                            | 임기                             | 비고             |
| ---- | ------------------------------- | -------------------------------- | ---------------- |
| 1대  | 박완식(朴完植)                  | 1945년 8월 16일 ~ 1945년 9월 2일 |                  |
| 2대  | 셔먼 아놀드 (Sherman C. Arnold) | 1945년 9월 2일 ~ 1946년 2월      | 현역 미육군 대위 |
| 3대  | 정상렬(鄭相烈)                  | 1948년 전후                      |                  |
| 4대  | 박완식(朴完植)                  | 1948년 9월 1일 ~ 1949년 8월 14일 |                  |

### 충청남도 대전시 부시장
| 대수 | 이름           | 임기                                | 비고          |
| ---- | -------------- | ----------------------------------- | ------------- |
| 5대  | 박완식(朴完植) | 1949년 8월 15일 ~ 1950년 3월 2일    |               |
| 6대  | 송인덕(宋寅悳) | 1950년 3월 3일 ~ ?                  |               |
| 7대  | 한상현(韓相賢) | 1952년 10월 30일 ~ 1956년 10월 13일 |               |
| 8대  | 김영배(金英培) | 1956년 10월 14일 ~ 1958년 9월 27일  | 현역 육군대령 |
| 9대  | 김수영(金壽泳) | 1958년 9월 27일 ~ 1959년 5월 19일   |               |
| 10대 | 김창곤(金昌坤) | 1959년 7월 31일 ~ 1960년 5월 20일   |               |
| 11대 | 김재곤(金載坤) | 1960년 5월 21일 ~ 1961년 6월 5일    |               |
| 12대 | 유웅렬(柳雄烈) | 1961년 9월 6일 ~ 1966년 6월 1일     |               |
| 13대 | 신인균(申璘均) | 1966년 7월 1일 ~ 1970년 3월 6일     |               |
| 14대 | 심춘택(沈春澤) | 1970년 3월 6일 ~ 1971년 8월 10일    |               |
| 15대 | 이승규(李承圭) | 1971년 8월 11일 ~ 1974년 11월 4일   |               |
| 16대 | 송문헌(宋文憲) | 1974년 11월 5일 ~ 1977년 9월 14일   |               |
| 17대 | 송우빈(宋佑彬) | 1977년 9월 14일 ~ 1981년 4월 9일    |               |
| 18대 | 이진봉(李鎭鳳) | 1981년 4월 13일 ~ 1986년 3월 7일    |               |
| 19대 | 조종완(趙鍾完) | 1986년 3월 8일 ~ 1988년 12월 31일   |               |

### 대전직할시 부시장
| 대수     | 이름            | 임기                              |
| -------- | --------------- | --------------------------------- |
| 1대      | 홍순기 (洪舜基) | 1989년 1월 1일 ~ 1989년 12월 26일 |
| 2대      | 박중배 (朴重培) | 1989년 12월 27일 ~ 1991년 1월 9일 |
| 3대      | 장의진 (張義鎭) | 1991년 1월 10일 ~ 1993년 3월 15일 |
| 4대      | 이근영 (李根永) | 1993년 3월 16일 ~ 1994년 1월 2일  |
| 직무대리 | 정하용 (鄭夏容) | 1994년 1월 2일 ~ 1994년 2월 1일   |
| 5대      | 정하용 (鄭夏容) | 1994년 2월 1일 ~ 1994년 12월 31일 |

### 대전광역시 부시장
| 대수 | 이름            | 임기                             |
| ---- | --------------- | -------------------------------- |
| 1대  | 정하용 (鄭夏容) | 1995년 1월 1일 ~ 1995년 7월 10일 |

### 대전광역시 행정부시장
| 대수     | 이름            | 임기                               |
| -------- | --------------- | ---------------------------------- |
| 2대      | 정하용 (鄭夏容) | 1995년 7월 11일 ~ 1999년 3월 23일  |
| 3대      | 권선택 (權善宅) | 1999년 3월 24일 ~ 2002년 2월 24일  |
| 4대      | 구기찬 (丘冀贊) | 2002년 2월 25일 ~ 2006년 2월 20일  |
| 직무대리 | 정진철 (鄭鎭澈) | 2006년 2월 20일 ~ 2006년 6월 29일  |
| 5대      | 정진철 (鄭鎭澈) | 2006년 6월 30일 ~ 2007년 10월 1일  |
| 6대      | 박찬우          | 2007년 10월 1일 ~ 2008년 12월 29일 |
| 7대      | 김홍갑          | 2008년 12월 30일 ~ 2010년 9월 12일 |
| 8대      | 박상덕          | 2010년 9월 13일 ~ 2012년 12월 10일 |
| 9대      | 노병찬          | 2012년 12월 10일 ~ 2014년 3월 5일  |
| 10대     | 류순현          | 2014년 4월 22일 ~ 2016년 2월 1일   |
| 11대     | 송석두          | 2016년 2월 2일 ~ 2017년 3월 3일    |
| 12대     | 이재관          | 2017년 3월 6일 ~ 2019년 2월 14일   |
| 13대     | 정윤기          | 2019년 2월 15일 ~ 2020년 6월 25일  |
| 14대     | 서철모 (徐轍模) | 2020년 6월 26일 ~ 2021년 12월 31일 |
| 15대     | 이택구 (李宅九) | 2021년 12월 31일 ~ 2023년 9월 27일 |
| 16대     | 유득원 (柳得元) | 2023년 12월 1일 ~                  |

### 대전광역시 정무부시장
| 대수     | 이름            | 임기                                |
| -------- | --------------- | ----------------------------------- |
| 2대      | 조준호(趙俊鎬)  | 1995년 7월 26일 ~ 1999년 2월 19일   |
| 3대      | 권선택 (權善宅) | 1999년 2월 20일 ~ 1999년 3월 23일   |
| 4대      | 김현규 (金賢圭) | 1999년 3월 24일 ~ 2000년 5월 10일   |
| 직무대리 | 김용관          | 2000년 5월 11일 ~ 2000년 6월 28일   |
| 5대      | 가기산 (賈基山) | 2000년 6월 30일 ~ 2000년 10월 9일   |
| 직무대리 | 박성효 (朴城孝) | 2000년 10월 10일 ~ 2000년 11월 19일 |
| 6대      | 김의제 (金義濟) | 2000년 11월 21일 ~ 2002년 6월 26일  |
| 7대      | 김광희          | 2002년 7월 1일 ~ 2004년 12월 31일   |
| 8대      | 박성효          | 2005년 1월 1일 ~ 2006년 3월 6일     |
| 직무대리 | 박상덕          | 2006년 3월 7일 ~ 2006년 4월 26일    |
| 9대      | 이영규 (李暎珪) | 2006년 4월 27일 ~ 2007년 4월 2일    |
| 10대     | 양홍규          | 2007년 4월 23일 ~ 2008년 4월 3일    |
| 11대     | 김영관          | 2008년 4월 8일 ~ 2009년 8월 20일    |
| 12대     | 송인동          | 2009년 10월 8일 ~ 2010년 6월 15일   |
| 13대     | 박현하          | 2010년 7월 21일 ~ 2011년 3월 31일   |
| 14대     | 이종기          | 2011년 4월 7일 ~ 2012년 7월 11일    |
| 15대     | 김인홍          | 2012년 7월 25일 ~ 2014년 6월 29일   |
| 16대     | 백춘희 (白春喜) | 2014년 7월 14일 ~ 2016년 6월 30일   |
| 17대     | 이현주          | 2016년 7월 29일 ~2017년 9월 11일    |
| 18대     | 김택수          | 2017년 9월 12일 ~ 2018년 7월 10일   |
| 19대     | 박영순          | 2018년 7월 11일 ~ 2019년 7월 18일   |
| 20대     | 김재혁          | 2019년 8월 20일 ~ 2020년 9월 24일   |
| 21대     | 김명수          | 2020년 9월 25일 ~ 2020년 12월 31일  |

### 대전광역시 과학부시장
| 대수 | 이름           | 임기                             |
| ---- | -------------- | -------------------------------- |
| 1대  | 김명수(金明壽) | 2021년 1월 1일 ~ 2022년 6월 30일 |
| 2대  | 이석봉(李石鳳) | 2022년 7월 15일 ~ 2022년 7월     |

### 대전광역시 경제과학부시장
| 대수 | 이름           | 임기                            |
| ---- | -------------- | ------------------------------- |
| 1대  | 이석봉(李石鳳) | 2022년 7월 ~ 2023년 12월 8일    |
| 2대  | 장호종(張祜宗) | 2024년 1월 1일 ~ 2025년 2월 2일 |
| 3대  | 이택구(李宅九) | 2025년 2월 3일 ~                |